# Live Baby Live
Live Baby Live — концертный альбом австралийской группы INXS, вышедший в 1991 году.
Live Baby Live записан во время тура в поддержку альбома X. В альбом вошли концертные записи с выступлений в Глазго, Дублине, Лас-Вегасе, Лондоне, Монреале, Мельбурне, Нью-Йорке, Париже, Рио-де-Жанейро, Сиднее, Чикаго и Филадельфии. Одновременно с альбомом под тем же названием вышла видеозапись концерта на стадионе Уэмбли 13 июля 1991 года.
Несмотря на негативные отзывы критиков, альбом был с восторгом встречен фанатами. Американская ассоциация звукозаписывающих компаний присвоила альбому платиновый статус 9 января 1998 года.

## Список композиций
1. «New Sensation» — 4:42
2. «Guns in the Sky» — 3:14
3. «Mystify» — 3:11
4. «By My Side» — 3:15
5. «Shining Star» — 3:52
6. «Need You Tonight» — 2:58
7. «Mediate» — 4:29
8. «One x One» — 2:58
9. «Burn for You» — 4:43
10. «The One Thing» — 3:21
11. «This Time» — 3:06
12. «The Stairs» — 5:07
13. «Suicide Blonde» — 4:36
14. «Hear That Sound» — 3:38
15. «Never Tear Us Apart» — 4:13
16. «What You Need» — 6:16

## DVD
Live Baby Live — видеозапись концерта австралийской группы INXS 13 июля 1991 года на стадионе Уэмбли, Лондон, перед аудиторией в 72 000 зрителей. Для съёмки было задействовано 16 35-миллиметровых камер, а также камера, размещённая на вертолёте. Режиссёром концерта выступил Дэвид Мале.
На DVD Live Baby Live впервые вышел в 2001 году; в 2003 году концерт был переиздан с добавлением 5-канального звука и большого количества дополнительного материала.
В 2019 году фильм был переведён в разрешения 4K и 16:9 (для кинопоказа); звук был пересведён в формат Dolby Atmos Джайлзом Мартином и Сэмом Окелом (работавшими над юбилейным переизданием Abbey Road The Beatles). Для релиза было восстановлено видео исполнения «Lately». Фильм вышел на экраны 14 ноября 2019 года Звуковая дорожка была выпущена 15 ноября на CD, виниле и ЦД; а фильм был издан в форматах Ultra HD Blu-ray, Blu-ray и DVD.

### Список композиций
1. «Guns In the Sky»
2. «New Sensation»
3. «Send a Message»
4. «The Stairs»
5. «Know the Difference»
6. «Disappear»
7. «By My Side»
8. «Hear That Sound»
9. «Original Sin»
10. «Lately» (отсутствовала до 2019 года)
11. «The Loved One»
12. «Wildlife»
13. «Mystify»
14. «Bitter Tears»
15. «Suicide Blonde»
16. «What You Need»
17. «Kick»
18. «Need You Tonight»
19. «Mediate»
20. «Never Tear Us Apart»
21. «Who Pays the Price»
22. «Devil Inside»

#### Дополнительные материалы
- New Band Interviews
- Backstage Footage
- «Talk Baby Talk»
- Photo Gallery
- Band Commentary
- «Wembley EXCESS»
- 40 Minutes Behind The Scenes Documentary

### Сертификаты
| Страна    | Сертификат   | Продажи |
| --------- | ------------ | ------- |
| Австралия | золотой диск | 17 500  |